# Sune Sik (Sverkersson)
Sune Sik, även Simon Sik och Suno Syk, kan ha varit en svensk ädling eller furste på 1100-talet, son till kung Sverker den äldre. Det är okänt om modern var någon av Sverkers två drottningar eller en annan kvinna.
Uppgiften om att han skall ha varit son till Sverker d.ä. kommer från en medeltida genealogi som endast finns bevarad i avskrift hos Olaus Petri och Johannes Bureus. Olaus Petri fortsätter genealogin med att påstå att Suno Syk skall ha varit far till Ingrid Ylva, en uppgift som saknas hos Bureus.
Suno Syk som kungason har varit omtvistad ända fram i vår tid. Några författare har ifrågasatt uppgiften i sina verk, och vissa sakkunniga har även starkt betvivlat hans existens, och hävdat att traditionen om honom uppstått kring en annan Sune Sik som dyker upp i källorna som donator till Vreta kloster under slutet av 1200-talet.
I Vreta klosterkyrka finns en gravhäll över en Sune Sik som på 1500-talet försågs med en vapensköld av Rasmus Ludvigsson. Enligt Markus Lindberg vid Östergötlands länsmuseum är dock själva stenen med sin latinska kantinskrift från medeltiden och tillkommen senast omkring år 1300. Inskriften säger att Sune sik är son till Sverker. Det diplom som nämner donatorn med namnet tillkom vid denna tid, varför Lindberg anser att det inte vore rimligt att en förväxling skett, och att det inte är den yngre Sune Sik som avses i gravstenens text (då denne med all sannolikhet då fortfarande levde). Lindberg menar följaktligen i samklang med rönen av Nils Ahnlund att starka skäl talar för att den senare förkomna 1300-talskällan och originalstenen, som Rasmus Ludvigsson använde som underlag för sitt monument, har varit tillförlitliga i sina uppgifter om Sune Sik som en son till Sverker.
Enligt en uppsats från 1700-talet av Magnus Boræn begravdes Sunes brorsöner Alf och Burislev, söner till Johan Sverkersson, intill hans stoft i Vreta. Sune var enligt samme Boræn hertig av Östergötland.